# Ray (dopływ Tamizy)
Ray (ang. River Ray) – rzeka w południowej Anglii, w hrabstwie Wiltshire, niemal w całości w dystrykcie Swindon, dopływ Tamizy. Długość rzeki wynosi około 25 km, a powierzchnia jej dorzecza – 80 km².
Źródło rzeki znajduje się na południe od wsi Wroughton, na wysokości około 190 m n.p.m. Rzeka płynie w kierunku północnym, przepływa przez Wroughton, miasto Swindon i uchodzi do Tamizy na wschód od Cricklade.